# Revfingerört
Revfingerört (Potentilla reptans L.) är en flerårig art i släktet fingerörter inom familjen rosväxter.

## Beskrivning
Växten kännetecknas av sina oftast mer än meterlånga krypande revor som slår rot vid lederna. På revorna sitter starkt förminskade blad. Moderplantan blir några decimeter hög, men stjälkarna ligger ner, och från dessa utbildas revorna. Dess rötter tränger ganska djupt ned. Blommorna, som är femtaliga och sitter en och en, är större än hos de flesta andra inhemska svenska arter. Alla svenska arter har gula blommor. Frukten är en nöt.

## Biotop
Revfingerört trivs i frisk och näringsrik gräsmark som gräsmattor, vägkanter, stränder och ruderatmark.

## Utbredning
Revfingerört är vanlig i stora delar av södra Sverige upp till Värmland, Hälsingland, Gästrikland samt sparsamt upp till Ångermanland. Förekommer sällsynt i Norge och på Åland.
Den är allmän i södra och centrala Europa och därifrån österut långt in i Asiens tempererade delar. Finns även i Afrika vid Marockos och Algeriets kustområden samt i Turkiet och österut fram till Kaspiska havet. Saknas i Nordamerika.

## Traditionella namn[1]
- Drabinda (Blekinge)
- Drabind (Södra Skåne)
- Drabing (Södra Skåne)

## Etymologi
- Potentilla härleds från latin potentia = kraft och syftar på växtens förmåga att fortplanta sig.
- Reptans kommer av latin repto, som betyder smyga omkring. Detta syftar på de långa revorna.